# تنر ۱۳۶۶۸
سیارک ۱۳۶۶۸ (به انگلیسی: 13668 Tanner، نامگذاری:1997HQ1) سیزده هزار و ششصد و شصت و هشتمین سیارک کشف شده‌است که در ۲۸ آوریل ۱۹۹۷ کشف شد.
قدر مطلق سیارک برابر ۱۴٫۸ است.